# Konstanze von Gutzeit
Konstanze von Gutzeit (* 8. Oktober 1985 in Bochum) ist eine deutsche Cellistin.

## Leben
Im Alter von 3 Jahren begann Konstanze von Gutzeit das Cellospiel auf einer umgebauten Bratsche als Schülerin von Margret Wortelmann an der Musikschule Bochum. Weiteren Unterricht erhielt sie von Wolfgang Sellner, dem Solocellisten der Bochumer Symphoniker, und Professor Wilfried Tachezi in Linz/Österreich. 
1998 begann sie das Studium an der Universität für Musik und darstellende Kunst Wien bei Heinrich Schiff. Konstanze von Gutzeit spielt ein Originalinstrument von Gioffredo Cappa aus dem Jahre 1677, das ihr von der Schulte-Uentrop-Stiftung zur Verfügung gestellt wurde.
Konstanze von Gutzeit gab bereits im Alter von 12 Jahren ihr Debüt als Solistin mit dem Pro Musica Orchester Salzburg. Seither konzertierte sie mit zahlreichen renommierten Orchestern, darunter dem Orchestre Philharmonique de Monte Carlo, den Bochumer Sinfonikern, der Nordwestdeutschen Philharmonie, dem Wiener Kammerorchester, dem Brandenburgischen Staatsorchester Frankfurt (Oder), dem Bruckner Orchester Linz, dem Stuttgarter Kammerorchester sowie dem Tiroler Symphonieorchester Innsbruck unter Dirigenten wie Kurt Masur, Marek Janowski, Michael Hofstetter, Toshiyuki Kamioka, Heribert Beissel und Ingo Ingensand.

## Preise
Seit 1991 hat sie vielfach an den Wettbewerben „Jugend musiziert“ teilgenommen und jeweils beim Bundeswettbewerb erste Preise in der Kategorie Violoncello und in der Kammermusik gewonnen, zuletzt in der Solowertung 2004 mit Höchstpunktzahl. 
Als Mitglied des „Clara Schumann Klaviertrios“ hat sie u. a. bei den Salzburger Festspielen, beim Rheingau Musik Festival, den Festspielen Mecklenburg-Vorpommern und in Japan konzertiert und mit diesem Ensemble auch den Eduard-Söring-Preis der Deutschen Stiftung Musikleben und den Klassikpreis des WDR und der Stadt Münster gewonnen. Als 16-Jährige gewann sie 2001 als jüngste Teilnehmerin den 1. Preis und auch den sogenannten „Großen Preis“ aller Kategorien beim österreichischen Nachwuchswettbewerb „Gradus ad Parnassum“. 